# Alina Beise
Alina Beise (* 26. Mai 1994 in Tübingen) ist eine deutsche Schauspielerin im Bereich Theater und Film.

## Leben
Alina Beise verbrachte den Großteil ihrer Kindheit in München, wo sie ihr Abitur am Pater-Rupert-Mayer Gymnasium absolvierte. 2013 sprach sie an der Schauspielschule Zerboni vor, an der sie nach einer dreijährigen Schauspielausbildung 2016 ihren Abschluss machte. Schon während der Ausbildung stand Alina Beise für die bekannten deutschen Serien „Um Himmels Willen“ und „Hubert und Staller“ vor der Kamera. 2014 konnte sie für ihre Schule den Max-Preis beim Treffen der Münchner privaten Schauspielschulen gewinnen.

## Filmografie (Auswahl)
- 2015:  Hubert und Staller – Regie: Philipp Osthus – ARD
- 2015:  Marie – Regie: Daniel Bier – HFF München
- 2016: Um Himmels Willen – Regie: Dennis Satin – ARD
- 2016: Hubert und Staller – Regie: Sebastian Sorger – ARD
- 2017: Der Alte – Regie: Esther Wenger – ZDF

## Theater (Auswahl)
- 2014: Unendlicher Spaß – Regie: Ulf Goerke – Pathos Transport Theater
- 2014–2015: Lantana – Regie: Thomas M. Meinhardt – Theater… und so fort, Akademie Theater München
- 2015: Helges Leben – Regie: René Oltmanns – Theater… und so fort
- 2015: König Lear – Regie: Ercan Karacayli – Theresien-Theater

## Synchron
- 2015: Die Cybermights – der Fall der Ann-Kathrin – Regie: Chriz Merkl

## Musikvideos
- 2015: Lizot: Einfach nur weg – Regie: Sebastian Otto

## Auszeichnungen
- 2014: Max-Preis beim Treffen der Münchner Privaten Schauspielschulen